# Andrzej Lesiak
Andrzej Lesiak (ur. 21 maja 1966 w Grabiku) – polski piłkarz, reprezentant Polski; trener piłkarski.
W 1991 grając w barwach GKS Katowice zdobył Puchar Polski.
1 lipca 2007 został trenerem GKS Bełchatów w rozgrywkach Młodej Ekstraklasy. Z dniem 17 czerwca 2009 r. został trenerem Zagłębia Lubin. Współpracę z Zagłębiem zakończył 27 sierpnia 2009 r.

## Reprezentacja Polski
Debiutował w kadrze narodowej 19 grudnia 1990 w Wolosie w wygranym meczu z Grecją (1:2). Łącznie w narodowych barwach zagrał 18 razy, zdobywając jednego gola.
| Występy w reprezentacji Polski | Występy w reprezentacji Polski | Występy w reprezentacji Polski | Występy w reprezentacji Polski | Występy w reprezentacji Polski | Występy w reprezentacji Polski | Występy w reprezentacji Polski | Występy w reprezentacji Polski |
| l.p.                           | Data                           | Miejsce                        | Przeciwnik                     | Rezultat                       | Rozgrywki                      | Grał                           | Uwagi                          |
| ------------------------------ | ------------------------------ | ------------------------------ | ------------------------------ | ------------------------------ | ------------------------------ | ------------------------------ | ------------------------------ |
| 1.                             | 19 grudnia 1990                | Wolos                          | Grecja                         | 2-1                            | towarzyski                     | od 46'                         |                                |
| 2.                             | 5 lutego 1991                  | Belfast                        | Irlandia Północna              | 1-3                            | towarzyski                     | 90'                            |                                |
| 3.                             | 13 marca 1991                  | Warszawa                       | Finlandia                      | 1-1                            | towarzyski                     | 90'                            | Gol                            |
| 4.                             | 27 marca 1991                  | Ołomuniec                      | Czechosłowacja                 | 0-4                            | towarzyski                     | 90'                            |                                |
| 5.                             | 14 sierpnia 1991               | Poznań                         | Francja                        | 1-5                            | towarzyski                     | 90'                            |                                |
| 6.                             | 11 września 1991               | Eindhoven                      | Holandia                       | 1-1                            | towarzyski                     | od 83'                         |                                |
| 7.                             | 16 października 1991           | Poznań                         | Irlandia                       | 3-3                            | elim. Euro 1992                | od 33'                         |                                |
| 8.                             | 3 grudnia 1991                 | Kair                           | Egipt                          | 0-4                            | towarzyski                     | 90'                            | kpt.                           |
| 9.                             | 5 grudnia 1991                 | Kair                           | Egipt                          | 0-0                            | towarzyski                     | 90'                            |                                |
| 10.                            | 9 grudnia 1991                 | Kuwejt                         | Kuwejt                         | 2-0                            | towarzyski                     | 90'                            |                                |
| 11.                            | 19 maja 1992                   | Salzburg                       | Austria                        | 4-2                            | towarzyski                     | 90'                            |                                |
| 12.                            | 27 maja 1992                   | Jastrzębie-Zdrój               | Czechosłowacja                 | 1-0                            | towarzyski                     | 90'                            |                                |
| 13.                            | 26 sierpnia 1992               | Pietarsaari                    | Finlandia                      | 0-0                            | towarzyski                     | 90'                            |                                |
| 14.                            | 23 września 1992               | Poznań                         | Turcja                         | 1-0                            | elim. MŚ 1994                  | 90'                            |                                |
| 15.                            | 14 października 1992           | Rotterdam                      | Holandia                       | 2-2                            | elim. MŚ 1994                  | 90'                            |                                |
| 16.                            | 13 kwietnia 1993               | Radom                          | Finlandia                      | 2-1                            | towarzyski                     | do 76'                         |                                |
| 17.                            | 29 maja 1993                   | Chorzów                        | Anglia                         | 1-1                            | elim. MŚ 1994                  | 90'                            |                                |
| 18.                            | 8 września 1993                | Londyn                         | Anglia                         | 0-3                            | elim. MŚ 1994                  | 90'                            | Żółta kartka                   |